# Ekonomski in socialni svet
Ekonomski in socialni svet (angleško Economic and Social Council, kratica ECOSOC), ki deluje pod okriljem Generalne skupščine Združenih narodov, je organ, ki koordinira ekonomsko in socialno dejavnost OZN ter specializiranih agencij in ustanov, znanih pod imenom Družina organizacij OZN. Svet daje priporočila in pobude za akcije povezane s problemi razvoja, svetovne trgovine, industrializacije, naravnih bogastev, človekovih pravic, položaja žensk, prebivalstva, socialne blaginje, znanosti in tehnologije, preprečevanja zločinov in s številnimi drugimi ekonomskimi in socialnimi vprašanji. Prek Ekonomskega in socialnega sveta je za uspešno izpolnjevanje svojih nalog OZN povezana s številnimi specializiranimi agencijami, med katerimi še posebej izstopajo IAEA, ILO, FAO, UNESCO in SZO.